# I Follow Rivers
Singles par Lykke Li
Get Some
(2010) Sadness Is a Blessing
(2011)
Pistes de Wounded Rhymes
Youth Knows No Pain Love Out of Lust
I Follow Rivers est une chanson d'indie pop de la chanteuse suédoise Lykke Li sortie le 21 janvier 2011 sous le label LL, filiale d'EMI Group. Il s'agit du 2e single extrait de son 2e album studio Wounded Rhymes (2011). La chanson a été produite par Björn Yttling du trio Peter Bjorn and John. La chanson sort en Suède le 21 janvier 2011. Elle est disponible en premier lieu sur le site SPIN.com le 10 janvier 2011.
En automne 2011, le remix du DJ et producteur belge The Magician permet au titre de se classer dans de nombreux pays européens dont la 1re place en Belgique (en Flandre et en Wallonie) et en Roumanie. Quelques semaines plus tard, le titre devient 1er en Allemagne et 4e en France. De sa sortie à mai 2014, le remix a été vendu à 1,2 million d'exemplaires.
Ce même remix a été popularisé en France, grâce à son utilisation dans le film La Vie d’Adèle en 2013.

## Clip
L'interprète principal du clip, réalisé par Tarik Saleh, est l'acteur Fares Fares.

## Reprises
La reprise par le groupe belge anversois Triggerfinger atteint la 1re place en Belgique et aux Pays-Bas. La chanson a été reprise par le personnage Tina Cohen-Chang, incarné par Jenna Ushkowitz dans la série musicale Glee.
La chanson a été reprise également par le groupe Dionysos sur l'album Vampire en pyjama en 2016, ainsi que par la chanteuse Tal, dans son album Le Droit de rêver sorti en 2012.

## Utilisations filmographiques
Sauf indication contraire ou complémentaire, les informations mentionnées dans cette section proviennent du générique de fin de l'œuvre audiovisuelle présentée ici.
Le remix de la chanson par The Magician a été utilisé pour une scène de danse lors de la fête d'anniversaire du personnage d'Adèle Exarchopoulos dans le film ayant obtenu la palme d'or du festival de Cannes 2013, La Vie d'Adèle. La version originale sert à la bande annonce du même film.
La chanson a également été utilisée par Jacques Audiard pour son film De rouille et d'os, dans une scène en boîte de nuit à la 82e minute.
Musique utilisée aussi dans le remake de 2015 du long métrage Un moment d'égarement.
On peut entendre le morceau dans la série Le Secret d'Élise diffusée sur TF1 en février 2016, dans la scène de la pendaison de crémaillère chez Yanis, avant que celui-ci ne se dispute avec son ami d'enfance.
La chanson a été utilisée dans le film Daddy Cool, sorti en 2017, dans une séquence où le personnage de Maud fait la fête entourée de ses amis, dans son appartement.
La chanson est également utilisée au début du 5ème épisode de la série Sambre (2023).
La version de l'artiste britannique Marika Hackman (EP Deaf Heat, 2014) figure dans le troisième épisode de la quatrième saison de la série True Detective (Night Country).

## Liste des pistes
- Nordic Ep remix iTunes[5]

1. I Follow Rivers – 3:42
2. I Follow Rivers (Dave Sitek Remix) – 3:58
3. I Follow Rivers (The Magician Remix) – 4:40
4. I Follow Rivers (Van & the Subliminal Kid) – 6:41

- EP iTunes au Royaume-Uni[6]

1. I Follow Rivers – 3:48
2. I Follow Rivers (Dave Sitek Remix) – 3:58
3. I Follow Rivers (Van Rivers & the Sublimial Kid) – 6:41

- Single 7 au Royaume-Uni

A. I Follow Rivers
B. Get Some (Primary 1 Remix)

## Classements et certifications

### Version de Lykke Li (The Magician remix)
| Classement (2011-2013)                  | Meilleure position |
| --------------------------------------- | ------------------ |
| Allemagne (Media Control AG)            | 1                  |
| Autriche (Ö3 Austria Top 40)            | 2                  |
| Belgique (Flandre Ultratop 50 Airplay)  | 1                  |
| Belgique (Flandre Ultratop 50 Dance)    | 1                  |
| Belgique (Flandre Ultratop 50 Singles)  | 1                  |
| Belgique (Wallonie Ultratop 50 Airplay) | 1                  |
| Belgique (Wallonie Ultratop 50 Dance)   | 1                  |
| Belgique (Wallonie Ultratop 50 Singles) | 1                  |
| Danemark (Tracklisten)                  | 40                 |
| France (SNEP)                           | 4                  |
| Hongrie (Dance Top 40)                  | 2                  |
| Hongrie (Rádiós Top 40)                 | 6                  |
| Irlande (IRMA)                          | 2                  |
| Italie (FIMI)                           | 1                  |
| Pays-Bas (Nederlandse Top 40)           | 2                  |
| Pays-Bas (Single Top 100)               | 3                  |
| Pologne (ZPAV)                          | 1                  |
| Pologne (Dance Top 50)                  | 32                 |
| Tchéquie (IFPI Rádio)                   | 5                  |
| Roumanie (Romanian Top 100)             | 1                  |
| Slovaquie (IFPI Rádio)                  | 13                 |
| Suède (Sverigetopplistan)               | 44                 |
| Suisse (Schweizer Hitparade)            | 2                  |

| Pays      | Organisme | Certification |
| --------- | --------- | ------------- |
| Allemagne | BM        | 5 × Or        |
| Autriche  | IFPI      | Platine       |
| Belgique  | BEA       | 2 × Platine   |
| France    | SNEP      | Diamant       |
| Italie    | (FIMI)    | 2 × Platine   |
| Suisse    | IFPI      | 3 × Platine   |

| Classement (2011)                     | Position |
| ------------------------------------- | -------- |
| Belgique Classement single (Flandre)  | 7        |
| Belgique Classement single (Wallonie) | 7        |
| Grèce Greek Airplay Chart             | 7        |
| Classement (2012)                     | Position |
| Belgique Classement single (Flandre)  | 12       |
| Belgique Classement single (Wallonie) | 7        |

### Version de Triggerfinger
| Classement (2011-2012)                  | Meilleure position |
| --------------------------------------- | ------------------ |
| Allemagne (Media Control AG)            | 9                  |
| Autriche (Ö3 Austria Top 40)            | 1                  |
| Belgique (Flandre Ultratop 50 Airplay)  | 4                  |
| Belgique (Flandre Ultratop 50 Singles)  | 1                  |
| Belgique (Wallonie Ultratop 50 Singles) | 4                  |
| Pays-Bas (Single Top 100)               | 1                  |
| Roumanie (Romanian Top 100)             | 56                 |
| Suisse (Schweizer Hitparade)            | 17                 |

| Classement (2012)                     | Position |
| ------------------------------------- | -------- |
| Belgique Classement single (Flandre)  | 3        |
| Belgique Classement single (Wallonie) | 43       |

| Pays      | Organisme | Certification |
| --------- | --------- | ------------- |
| Allemagne | BM        | Or            |
| Autriche  | IFPI      | Platine       |
| Belgique  | BEA       | 2 × Platine   |
| Suisse    | IFPI      | Or            |